# Kenneth allein zu Haus
Kenneth allein zu Haus è il primo album da solista del rapper tedesco Kay One, pubblicato nel 2010 dall'etichetta discografica ersguterjunge.

## Tracce
1. Intro
2. Kenneth allein zu Haus
3. Sexy Teens
4. Irgendwann
5. Style und das Geld (feat. Bushido)
6. Verzeih mir (feat. Philippe Heithier)
7. So allein
8. Bis die Polizei kommt (feat. Frauenarzt)
9. Skit
10. Ich brech die Herzen
11. Rockstar (feat. Nyze & Benny Blanko)
12. Bitte vergiss mich nicht (feat. Philippe Heithier)
13. Du fehlst mir (feat. Bushido)
14. Deine Zeit kommt (feat. Fler)
15. Ein guter Tag
16. Bushido
17. Noch zu lernen
18. Nichts ist für immer (feat. Philippe Heithier)
19. In Liebe, dein Bruder
20. Nie vorbei (feat. Philippe Heithier)
21. Outro